# Guéra

Region Guéra na mapě Čadu

Region Guéra (francouzsky: Région du Guéra, arabsky: منطقة قيرا) je jedním z 22 regionů Čadu. Hlavním městem je Mongo. V roce 2009 zde žilo 553 793 obyvatel. Region odpovídá bývalé stejnojmenné prefektuře.

## Administrativní dělení
Region Guéra se dělí na 4 departementy a 9 podprefektur:
| Departement  | Hlavní město | Podprefektury           |
| ------------ | ------------ | ----------------------- |
| Guéra        | Mongo        | Baro, Mongo, Niergui    |
| Barh Signaka | Melfi        | Chinguil, Melfi, Mokofi |
| Abtouyour    | Bitkine      | Bitkine, Bang-Bang      |
| Mangalmé     | Mangalmé     | Mangalmé                |

## Demografie
V roce 1993 žilo na území regionu 306 653 obyvatel, z nichž 263 843 žilo usedlým (219 884 na venkově a 43 959 ve městech) a 42 810 kočovným způsobem života.
Nejvýznamnějšími etnickými skupinami jsou Hadžeraj (66,18%) a Arabové (21,11%).

## Představitelé
Seznam představitelů:
- Guvernéři
  - 22. února 2008: Hamid Moussaye
  - 15. září 2008: Koldimadji Mirari